# Leon Dorsey
Leon David Dorsey IV (17 de noviembre de 1975 - 12 de agosto de 2008) fue un asesino en serie estadounidense que fue ejecutado en 2008 por el asesinato de dos empleados de la tienda Blockbuster. Dorsey asesinó a los dos hombres y a un empleado de una tienda coreana durante un alboroto en Texas en 1994. Confesó y luego fue sentenciado a muerte. Fue ejecutado en la Unidad de Huntsville el 12 de agosto de 2008.

## Asesinatos
La noche del 4 de abril de 1994, Dorsey entró en una tienda Blockbuster en Dallas, donde trabajaban Brad Lindsey, de 20 años, y James Armstrong, de 26. Dorsey los obligó a entrar a la habitación trasera, donde los obligó a abrir la caja fuerte.] Cuando Armstrong intentó huir, Dorsey le disparó y luego le disparó a Lindsey, presumiblemente para evitar un posible testigo ocular. Luego tomó más de 400 dólares de la caja registradora, dejando morir a Armstrong y Lindsey. El perpetrador fue captado por una cámara de vigilancia entrando a la tienda, pero la policía no sabría quién era el asesino hasta mucho más tarde.
Si bien Dorsey fue interrogado por la policía en las semanas posteriores, él mantuvo su inocencia y la policía no vio ninguna razón para arrestarlo. Más tarde, la policía descubrió que Dorsey poseía una pistola de 9 milímetros, que era la misma arma utilizada en los asesinatos, pero en ese momento ya habían llegado a la conclusión de que no estaba involucrado.
El 11 de septiembre de 1994, Dorsey se acercó a Hyon Suk Chon, de 51 años, un trabajador coreano de una tienda de conveniencia que trabajaba en el condado de Ellis. Sacó su arma y la obligó a entrar a la habitación trasera, donde en lugar de obligarla a abrir una caja fuerte, le disparó una vez en la nuca, matándola.
Esta vez, sin embargo, la policía probó su arma y la utilizada para matar a Suk Chon, y coincidieron. Dorsey fue arrestado y confesó el asesinato de Suk Chon, pero mantuvo su inocencia en los asesinatos de Armstrong y Lindsey. En 1995 se declaró culpable del asesinato de Suk Chon y fue condenado a 60 años de prisión.

## Exposición
En 1998, los investigadores reabrieron el caso de los asesinatos de Armstrong y Lindsey. Nuevamente interrogaron a Dorsey en la prisión, pero él nuevamente dijo que no tuvo nada que ver con eso. Esta vez, sin embargo, los investigadores examinaron adecuadamente las imágenes que capturaron al asesino entrando y saliendo de la tienda. Las imágenes fueron enviadas a la Oficina Federal de Investigaciones (FBI) para ver si podían concluir alguna evidencia nueva que anteriormente se pasó por alto. Estimaron que la altura del asesino era aproximadamente la misma que la altura de Dorsey. Esta vez, cuando el FBI fue a hablar con él, Dorsey finalmente confesó los asesinatos de Armstrong y Lindsey.
Antes de su juicio por asesinato capital, Dorsey dio una entrevista con The Dallas Morning News, en la que dijo: "He cortado a gente; he apuñalado a gente; he matado a gente", dijo, "pero no No me molesta." Con respecto a los asesinatos, dijo: "Están muertos. Eso ya pasó. ¿Por qué vas a sentarte ahí y preocuparte por eso? Sigue adelante. Podría haber entrado aquí y haber dicho: 'Oh, lo siento'". , Soy muy malo.' Pero no me siento así. Eso no es ser honesto conmigo mismo". La fiscalía utilizó la entrevista para argumentar por qué Dorsey debería ser condenado a muerte.
Dorsey fue juzgado en abril de 2000, seis años después de matar a Armstrong y Lindsey. Durante el juicio, la madre de Armstrong le hizo una declaración a Dorsey; "Nuestro hijo era un hombre amable, tú no. Creo que eres una criatura malvada y vil. No mataste para sobrevivir, mataste por placer". En junio de 2000, Dorsey fue declarado culpable de asesinato capital y condenado a muerte.

## Ejecución
Mientras esperaba la ejecución, los funcionarios consideraban a Dorsey como un recluso de nivel tres, lo que significa que siempre estaba causando problemas y estragos. Teniendo en cuenta los crímenes que cometió, los compañeros de prisión lo llamaban "Pistol Pete". 
El 12 de agosto de 2008, Dorsey fue sacado de su celda a la cámara de ejecución, donde lo ataron a la camilla y los funcionarios prepararon la inyección letal. Los padres de Armstrong y Lindsey estaban presentes en la sala de espectadores. Antes de morir, Dorsey volvió la cabeza hacia la sala de espectadores y dijo; "Los amo a todos. Los perdono a todos. Nos vemos cuando lleguen allí".